# Michał Kalecki
Michal Kalecki (født 22. juni 1899, død 18. april 1970) var en polsk økonom med speciale indenfor makroøkonomi. Det meste af hans arbejdsliv foregik ved Warsaw School of Economics.
Kalecki betragtes som en af de mest betydningsfulde blandt det 20.århundredes økonomer og er undertiden benævnt som en "venstrefløjs"-udgave af John Maynard Keynes. Det hævdes, at han udviklede mange af ideerne fra Keynes' The general theory of employment, interest and money (1936) før Keynes selv.[kilde mangler] Da han hovedsageligt publicerede på polsk (og delvis på fransk), forblev hans indsigter længe skjult for den engelsksprogede økonomiske faglitteratur. Han forsøgte i en artikel fra 1936 at vinde "ophavsrettighederne", men publicerede uheldigvis på polsk. Hans værker blev senere udgivet på engelsk til stor inspiration for eftertiden. 
Kalecki er i lyset af den økonomiske krise i 1930'erne mest kendt for sit arbejde om konjunkturcykler. Hans arbejde rummer elementer fra både klassisk og marxistisk økonomisk teori i form af udstrakt brug af begreberne klassekamp, indkomstfordeling og ufuldkommen konkurrence. Disse idéer virkede inspirerende på den såkaldte Cambridgeskole med økonomer som Joan Robinson, Nicholas Kaldor og Richard M. Goodwin og på den senere post-keynesianske skole. 